# New-Forest-Pony
Das New-Forest-Pony ist ein umgängliches Reitpony aus Südengland.
Hintergrundinformationen zur Pferdebewertung und -zucht finden sich unter: Exterieur, Interieur und Pferdezucht.

## Exterieur

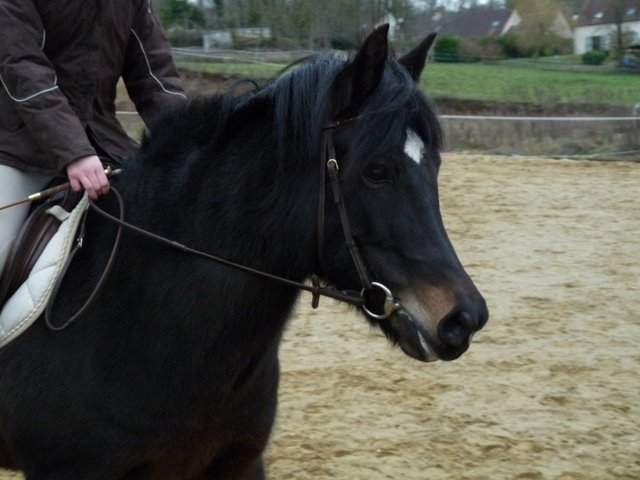
Kopfstudie

Diese Pferderasse ist allgemein sehr heterogen und schwankt in Widerristhöhe, Exterieur und Typ. Beim Körperbau zeigen sich viele typische Ponymerkmale wie relativ kurze Beine unter einem kompakten Rumpf mit eher kurzer Kruppe. Sie erscheinen jedoch in ihrer Gesamtheit eher wie „Minipferde“ als ein typisches „Mountain- und Moorland-Pony“. Grob unterscheidet man meist in einen kleineren, ponyartigeren Typ mit starkem Fundament, der meist als Kinderreitpony verwendet wird, und einen größeren, pferdeähnlicheren Typ mit harmonischem Gebäude, der meist in Gestüten gezogen wird und auch als Robustreitpferd für Erwachsene genutzt wird.
Der Kopf zeigt sich meist wenig ponytypisch, er ist oft eher lang, orientalisch beeinflusst und in Relation zum übrigen Körper groß. Der Hals ist gut angesetzt und wohlgetragen, besitzt eine runde Oberlinie und ist kräftig bemuskelt, zudem ist er von relativ kurzer bis mittlerer, aber zumeist genügender Länge. Die sehr gute, sprich lange und schräg gelagerte Schulter bietet zusammen mit dem günstig formierten Widerrist, wenngleich dieser teils nur mäßig stark ausgeprägt ist, eine gute Sattellage. Der kompakte Rumpf weist eine kräftige Bemuskelung sowie eine genügende Breite und Tiefe auf, wobei insbesondere die Gurttiefe ausgeprägt ist. Die leicht bis stark abfallende Kruppe ist eher kurz, besitzt einen tiefen Schweifansatz und eine kräftige Bemuskelung; generell ermöglicht die lange, weit nach unten reichende Hinterhandmuskulatur ein gutes Galoppiervermögen und flache Bewegungen. Die im Verhältnis zum restlichen Körper tendenziell kurzen, dabei stabilen und trockenen Gliedmaßen sind mit klar markierten Sehnen und sehr trockenen Röhrbeinen versehen, die Hinterbeine sind jedoch gelegentlich kuhhessig gestellt. Kötenbehang tritt im Normalfall nicht auf. Die großen Hufe sind einheitlich wohlgeformt und von harter Konsistenz.
Die Größe variiert meist zwischen 1,35 m und 1,48 m. Es ist keine Untergrenze festgelegt, jedoch überschreiten die meisten New-Forest-Ponys 135 cm Stockmaß, die allerwenigsten besitzen eine Widerristhöhe von unter 122 cm. Viele Rassevertreter erreichen die Größe eines Endmaß-Ponys, die Obergrenze liegt bei 148 cm. Bei reichlicher Fütterung überschreiten einzelne Tiere auch das Ponymaß.

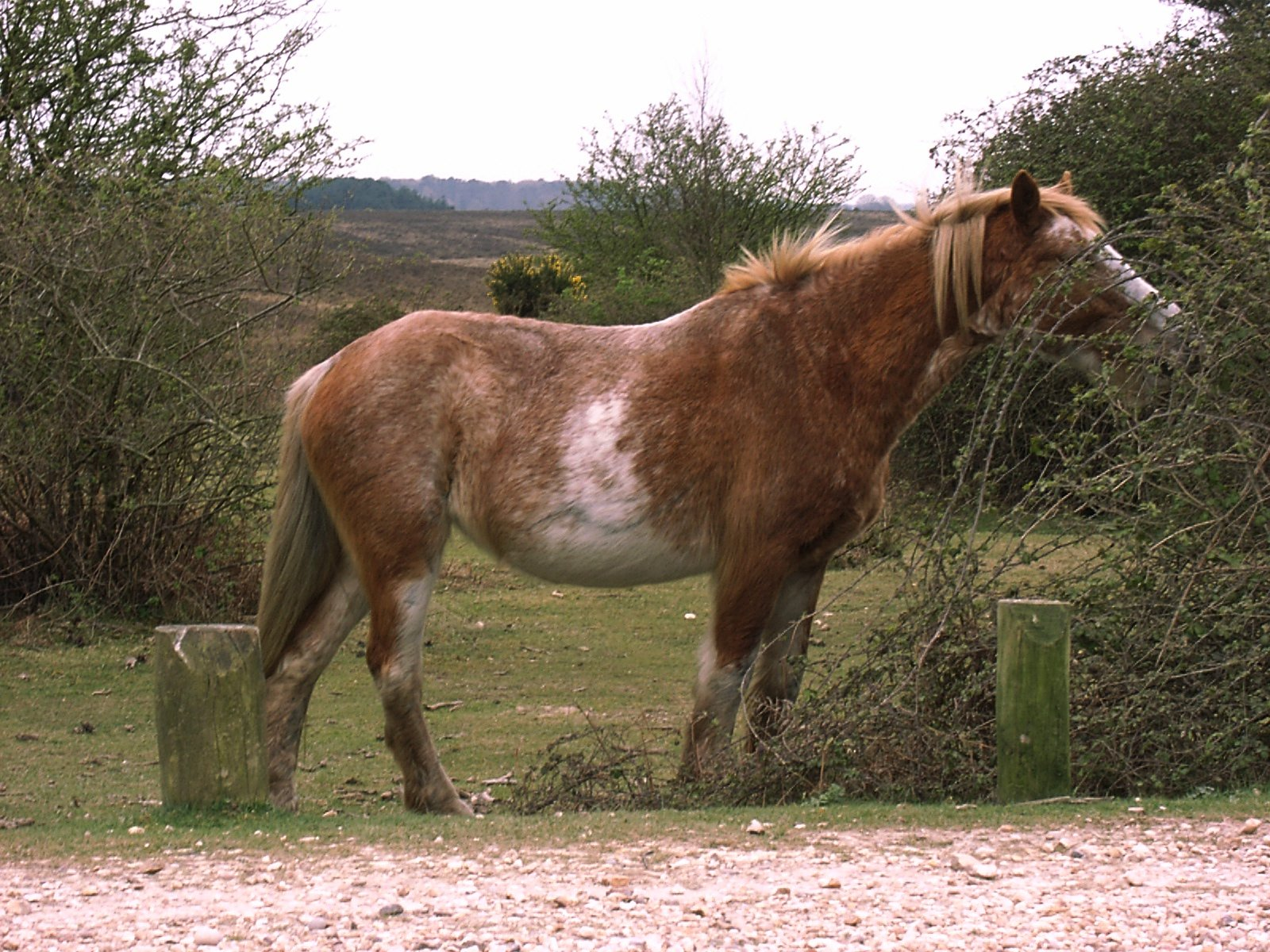
Dieses sabinofarbene New-Forest-Pony würde in Deutschland nur im Anhang des Herdbuchs eingetragen werden

Es kommen nahezu alle Farben vor, wobei Schecken unerwünscht sind, da sie auf eine Beimischung von Shetland-Ponys hindeuten. Vorherrschende Farben sind Falben, Braune in allen Schattierungen, Füchse und Rappen. Weiße Abzeichen sind sowohl am Kopf als auch an den Beinen nicht selten. Weiße Abzeichen werden generell toleriert, treten sie aber hinter dem Kopf auf oder überschreiten sie die Mitte des Vorderfußwurzelgelenkes respektive den Sprunggelenkshöcker, ist das Pferd ebenfalls nur im Anhang eintragungsfähig.

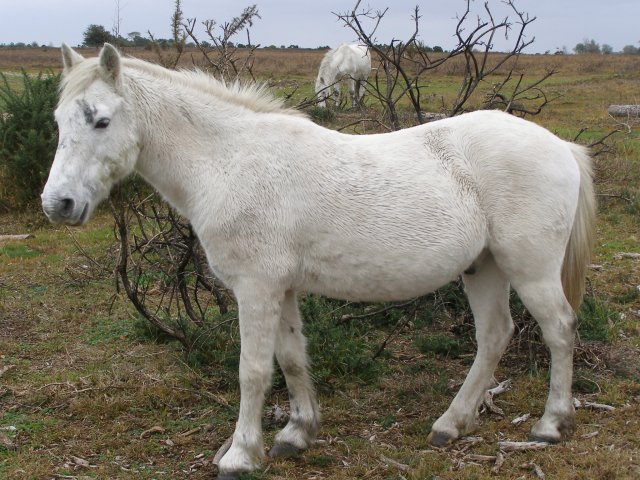
Während dieses halbwild lebende New-Forest-Pony deutliche Ponymerkmale aufweist …
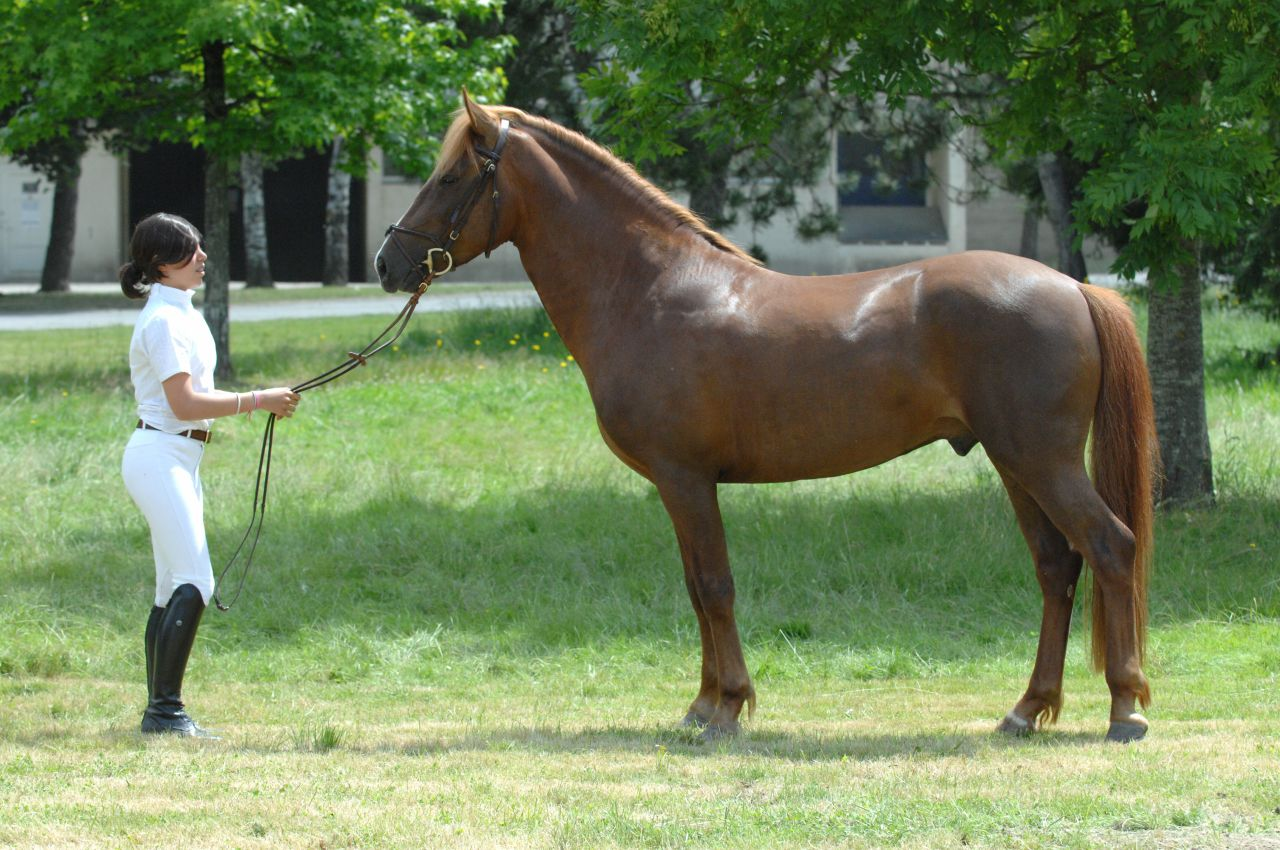
… zeigt dieser New-Forest-Pony-Hengst aus Frankreich deutlich mehr Reitpferdepoints

## Mechanik
In den drei Grundgangarten bewegt sich das New-Forest-Pony raumgreifend und energisch, insbesondere jedoch im Galopp. Die Tiere besitzen eine hohe Trittsicherheit und ein überdurchschnittliches Spring- und Galoppiervermögen. Aufgrund der guten Mechanik eigenen sie sich für alle Disziplinen des Reit- und Fahrsports. New-Forest-Ponys eignen sich besonders für das Springreiten und Gymkhana, auch als Reitpferde für Menschen mit Behinderung werden sie erfolgreich verwendet. Größere New-Forest-Ponys sind auf für erwachsene Reiter geeignet, meist finden sie jedoch als Kinderreitpferde Verwendung.

## Interieur und Verwendung

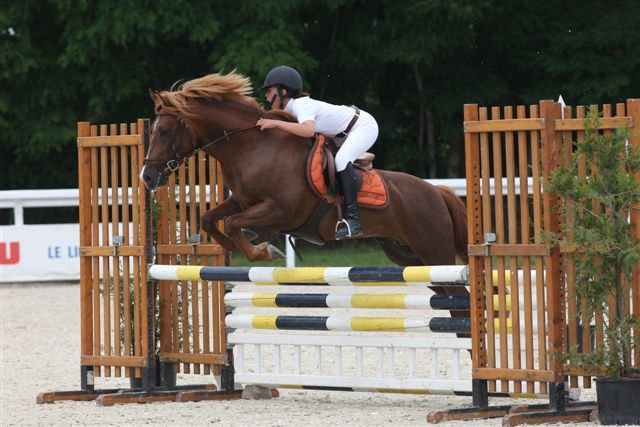
New-Forest-Pony beim Springreiten

New Forest Ponys gelten als intelligent, rittig und lernbereit. Außerdem sind sie nervenstark und freundlich, was sie als Kinderpony geeignet macht, die jedoch auch im Sport erfolgreich sind.

## Zucht

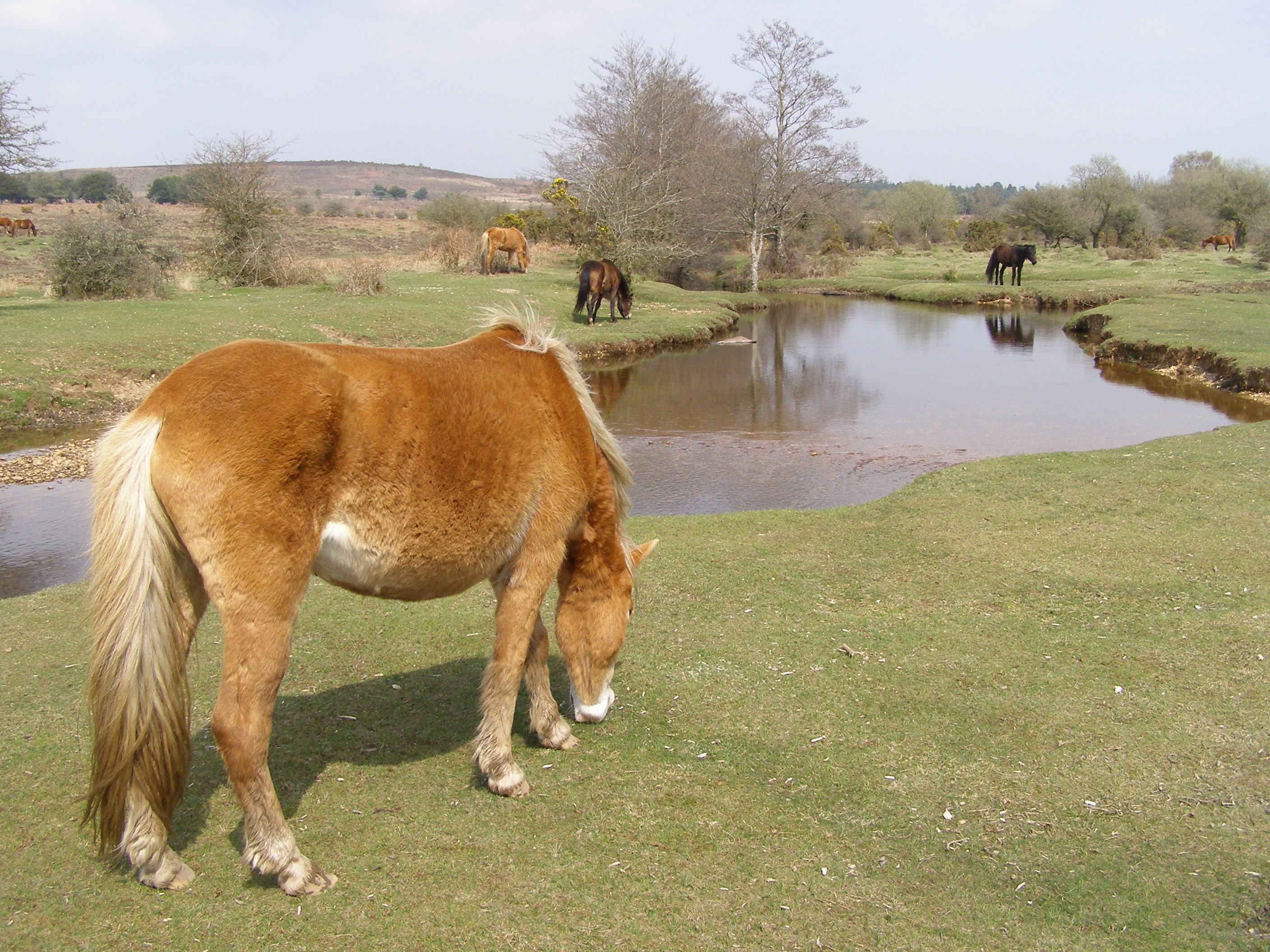
New-Forest-Ponies in einem offenen Gelände des New Forest

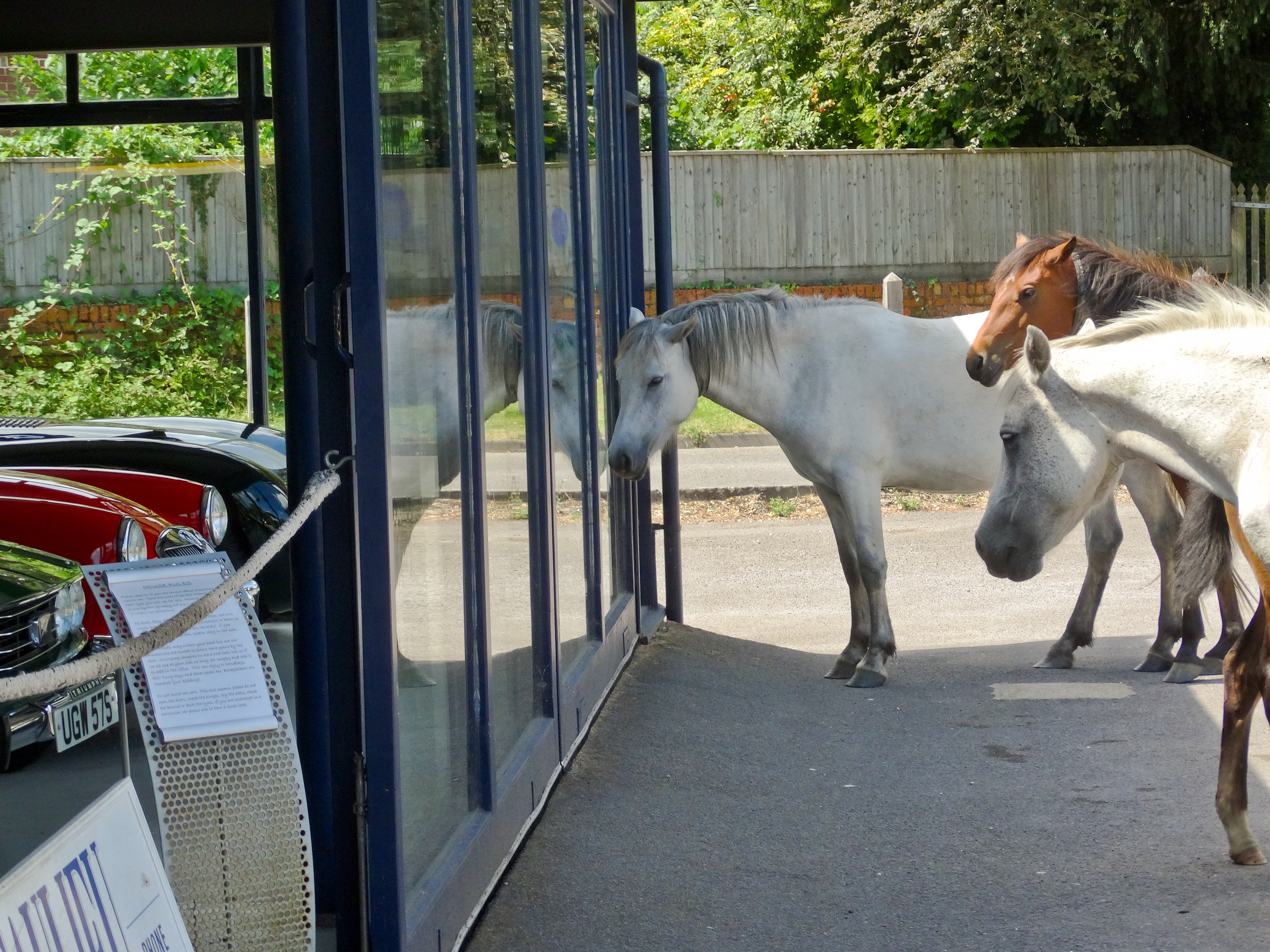
Die freilebenden Pferde halten sich auch mitten in den Orten auf

### Geschichte
Das New-Forest-Pony stammt aus einem Waldgebiet, dem New Forest, welcher zwischen Southampton und dem Fluss Aven in der Grafschaft Hampshire gelegen ist, und wurde im Jahre 1016 erstmals urkundlich erwähnt, als den Bauern des damals rund 30.000 Hektar großen königlichen Jagdgebiets das Recht auf gemeinsames Weideland gewährt wurde, als Entschädigung für die entstandene Wildschäden.
Verkehrsmäßig war der New Forest wohl schon vor der Eroberung Englands durch die Normannen gut erschlossen, zudem existierte auch ein Verkehrsweg westwärts nach Winchester, das im 10. und frühen 11. Jahrhundert Hauptstadt Englands war; somit waren die frei lebenden Ponys wohl schon damals gewissen Fremdbluteinflüssen unterworfen.
So kreuzten sich die dort lebende Moorponys immer wieder mit frei gelassenen Pferden. Sie unterlagen im Laufe der Zeit verschiedensten Einflüssen, zusammengefasst spielten besonders freigelassene Araber, Englische Vollblüter und Hackneys sowie verschiedene englische Ponyrassen eine größere Rolle. Gleichzeitig führten die Kreuzungen zu Problemen beim ganzjährigen Leben in der freien Wildbahn unter harten Bedingungen, da Widerstandskraft und Genügsamkeit zurückgingen.
Die erste schriftliche Erwähnung von Fremdblut stammt aus dem Jahr 1208, als 18 waliser Stuten im Forst freigelassen wurden, um das Stockmaß zu erhöhen.
Unter dem sehr aristokratisch herrschenden König Heinrich VIII. (1491 bis 1547) wurden alle Ponys unter 132 cm Stockmaß zu Ausrottung freigegeben, um die Zucht von Großpferden zu fördern, die sich besser für den Kriegsdienst eigneten als kleinere Tiere. Dieser Erlass hatte entsprechend einen sehr großen Aderlass der New-Forest-Pony-Zucht zur Folge.
In den folgenden Jahrhunderten gab es immer wieder Bestrebungen seitens der Krone, die Großpferdezucht zulasten der Ponys durchzusetzen, so wurden bis zum Ende des 19. Jahrhunderts in mehr oder weniger regelmäßigen Abständen größere Hengste im Forst freigelassen. Zudem befand sich damals ein königliches Gestüt nur etwa 12 Kilometer vom New Forest entfernt, dementsprechend liegt die Vermutung nahe, dass die seit dem frühen 16. Jahrhundert importierten Hengste aus Spanien, Nordafrika, Neapel und der Türkei, vermutlich auch Pferde Friesischen Typs aus Flandern auch die Zucht im New Forest beeinflussten. Allerdings fehlen aus diesem Zeitraum schriftliche Nachweise über den Einsatz von Fremdblut.
Erst seit der Mitte des 18. Jahrhunderts gibt es wieder schriftliche Zeugnisse. Zu dieser Zeit hatte der damalige Herzog von Cumberland, William Augustus, die Aufsicht über den königlichen Forst. Als Anhänger von Pferderennen und des Englischen Vollbluts setzte er auch Tiere aus seinem Stall im New Forest in der Zucht ein, so wurde von 1765 bis 1768 auch der Englische Vollblüter Marske, selbst ein relativ erfolgreiches Rennpferd und Vater des berühmten Rennpferdes Eclipse, in der Zucht von New-Forest-Ponys verwendet; er deckte einige ausgewählte Stuten.
Von 1852 bis 1856 oder 1860 (verschiedene Quellenangaben) verlieh Prinz Albert den Arabischen Vollblut-Hengst Zorah an seine Frau, Queen Victoria, zur Bedeckung der Stuten im Forst. Im Jahr 1889 schickte die Queen die Arabischen Vollblut-Hengste Abeyan und Yirassow (anderen Quellen zufolge einen Arabischen Vollblut- und einen Berber-Hengst) zur züchterischen Veredelung in den New Forest. Auch Hackneys und andere schwerere Karossierpferde wurden zu dieser Zeit eingekreuzt. Gleichzeitig lässt sich der Einfluss dieser Veredlungsversuche schwer einschätzen, da die Kreuzungsprodukte an Widerstandsfähigkeit und Genügsamkeit einbüßten, sodass diese teils nicht mehr mit dem rauen Klima und dem kargen Futter zurechtkamen und der natürlichen Selektion unterlagen.
Bei einer Bestandsaufnahme der New-Forest-Pony-Zucht in Fachkreisen gegen Ende des 19. Jahrhunderts erstaunte die immer noch recht hohe Qualität des Stutenbestandes – wohl eine Folge der Selektion durch die Lebensumstände. Man vertrat zudem die Meinung, dass das Niveau der Hengste dem der Stuten nicht entspräche. Dies veranlasste Lord Arthur Cecil und später auch Lord Lucas, statt den bisherigen fremdblütigen oder viel Fremdblut führenden Hengsten Vatertiere aus anderen Mountain- und Moorlandpony-Zuchten zu verwenden. So brachte Cecil Dartmoor-Pony- und Exmoor-Pony-Hengste in die Zucht ein, daneben auch einige Hengste von der den Inneren Hebriden zugehörigen Insel Rùm und Fell-Pony-Hengste aus Cumberland. Lucas führte Welsh-Mountain-Ponys aus der Dyoll-Starlight-Linie zu. Im Zuge dieser Verbesserungsversuche fanden auch Dales- und Highland-Ponys Verwendung. Durch den Einsatz dieser Hengste und auch durch den Einsatz rigoroser Selektion erzielte man deutliche Erfolge.
Als 1938 der Einsatz von Fremdblut untersagt wurde, fand allmählich eine Konsolidierung der Pferderasse statt, allerdings sieht man heute durch die neu entstandenen Gestütszuchten eine verstärkte Diversifikation.
In Deutschland begann die New-Forest-Pony-Zucht mit Gestüten in Schleswig-Holstein, Bayern und dem Weser-Ems-Gebiet um 1965. Schwerpunkt der deutschen Zucht ist es „bei Erhaltung des Typs speziell das Gangvermögen zu verbessern“.

### Zuchtorganisation
Im Jahr 1891 wurde eine Gesellschaft zur Verbesserung der New-Forest-Ponys gegründet, die Prämien für geeignete Hengste auslobte, damit diese im New Forest die freilaufenden Stuten deckten. Nachdem die Burley & District New Forest Pony Breeding & Cattle Society im Jahr 1906 begann, die freilaufenden Stuten und ihre Fohlen zu registrieren, veröffentlichte sie 1910 das erste Stutbuch. Aus diesem ist abzulesen, dass sich die Unterschiede der New-Forest-Ponys schon aus den verschiedenenrassigen zuerst aufgeführten Hengsten ergeben. Man vertrat damals nämlich die Ansicht, dass der beste Weg zur Verbesserung der Zucht das Einführen von Hengsten anderer lokaler Pferderassen war. 1912 erschien der zweite Band.
Von 1914 bis 1959 registrierte die British National Pony Society alle neuen New Forest Ponys. Die beiden Gesellschaften schlossen sich 1938 zusammen. Ab 1938 wurden alle Neueintragungen sorgfältig geprüft, so ist seit der Mitte der 1930er-Jahre kein Fremdblut mehr erlaubt; die Rasse wird in Reinzucht gezüchtet. Ab 1960 bis heute bringt die New Forest Pony Breeding & Cattle Society die Stutbücher heraus.
In der Zucht dürfen keine Ponys mit Sommerekzem eingesetzt werden.

### Derzeitige Situation und Bestand
Der englische Zuchtverband New Forest Pony Breeding & Cattle Society, gibt an, dass derzeit etwa 500 Personen von ihrem Recht, ihre Tiere im New-Forest-Nationalpark in Hampshire weiden zu lassen (Rights of Common of Pasture), Gebrauch machen. Derzeit leben rund 4500 Stuten in halbwilden Herden im New Forest, wobei keine offizielle Obergrenze festgelegt ist. Jährlich werden in der Zuchtsaison nur circa 10 bis 15 Hengste (anerkannte Zuchthengste der Rasse, die jährlich untersucht werden) im New Forest freigelassen werden, aufgrund der schlechten wirtschaftlichen Situation.
Das Domestic Animal Diversity Information System der Ernährungs- und Landwirtschaftskommission der Vereinten Nationen gibt für 2021 im Vereinigten Königreich einen abnehmenden Zuchtstutenbestand von 245 Exemplaren an; dieser Wert dürfte sich auf die Anzahl der Tiere in Privathand beziehen.
Laut der Deutschen Reiterlichen Vereinigung gibt es in Deutschland 147 eingetragene Stuten und 54 eingetragene Hengste, von denen 8 gekört sind (Stand: 2022).